# James Ingo Freed
James Ingo Freed (ur. 23 czerwca 1930 w Essen, zm. 15 grudnia 2005 w Nowym Jorku) – amerykański architekt odznaczony Narodowym Medalem Sztuk.
Pochodził z rodziny niemieckich Żydów. Wraz z rodzicami wyjechał w 1940 do Stanów Zjednoczonych, chroniąc się przed prześladowaniami hitlerowskimi. Studiował architekturę w Illinois Institute of Technology. Pracował w Chicago i Nowym Jorku, m.in. z Miesem van der Rohem. W 1956 podjął stałą współpracę z Ieoh Mingiem Peiem, w jego firmie I.M. Pei & Partners, przemianowanej w 1989 na Pei Cobb Freed & Partners (obok Freeda wymieniono w nazwie Henry'ego Cobba). Zajmował się pracą pedagogiczną, wykładał m.in. w Illinois Institute of Technology (był dziekanem Szkoły Architektury w latach 1975-1978), w niepublicznej szkole Cooper Union w Nowym Jorku, na uniwersytetach Cornella, Columbia i Yale.
Do najbardziej znanych projektów Freeda należą Centrum Zjazdowe im. Jacoba K. Javitza w Nowym Jorku (1986), Główna Biblioteka Publiczna w San Francisco, pomnik amerykańskich sił powietrznych w Arlington, Amerykańskie Muzeum Pamięci Holocaustu w Waszyngtonie (otwarte w 1993), Centrum Budownictwa i Handlu Międzynarodowego im. Ronalda Reagana w Waszyngtonie.
W ostatnich latach życia cierpiał na chorobę Parkinsona.